# Ileori
Nella mitologia greca, le Ileori sono le ninfe (driadi e amadriadi) associate ad abeti e altre conifere. Fanno parte delle Epigee (ninfe terrestri).

## Funzioni
Le ninfe Ileori fanno parte delle ninfe terrestri o epigee, specializzate per la protezione e lo sviluppo degli alberi. Più precisamente sono le protettrici degli abeti e delle conifere.

## Esempio
La ninfa Pitys, in origine un Oread (ninfa dei monti o delle grotte) è perseguitata dalle assiduità del dio Pan esaltata dalla sua bellezza, Pitys implorò gli dei di concedergli il loro aiuto per sfuggirgli. Gli dei, la trasformarono in un albero di pino. La ninfa diventò quindi una Ileori.

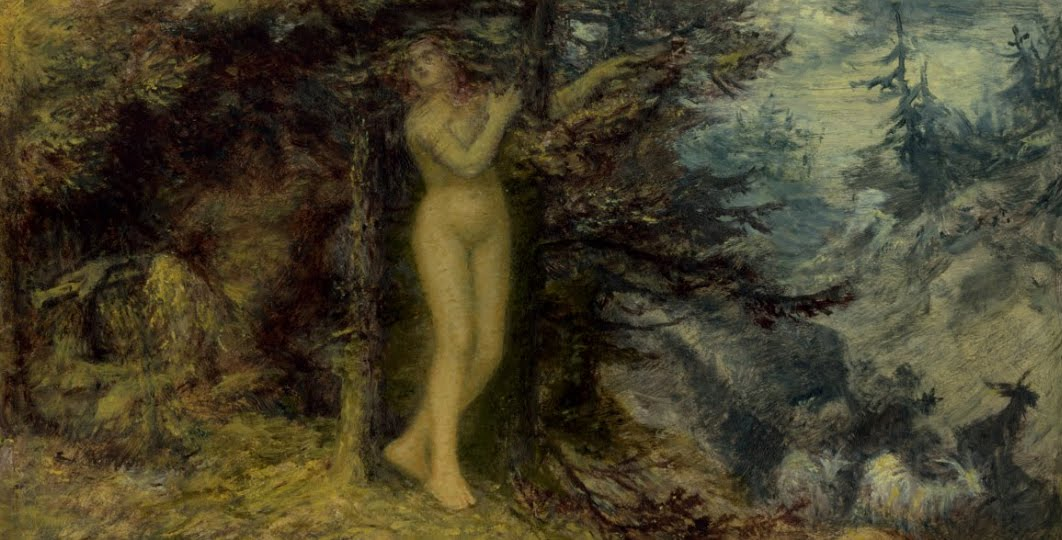
Metamorfosi di Pitys in pino, di Edward Calvert, circa 1850.